# Limadokumentet
Limadokumentet, Baptism, Eucharist and Ministry - Faith and Order paper No.111 (1982; "Dop, nattvard, ämbete"), förkortat DNÄ eller BEM ("Baptism, Eucharist and Ministry"), är ett ekumeniskt kristet dokument som diskuterar frågorna dop, nattvard och ämbete. Texten är utgiven av Kyrkornas världsråd i januari 1982 i Lima, Peru och har fått stor betydelse för enhet och samtal mellan kyrkotraditioner.

### Fotnoter
1. ↑  ”Limadokumentet”. Nationalencyklopedin. http://www.ne.se/uppslagsverk/encyklopedi/l%C3%A5ng/limadokumentet. Läst 16 oktober 2017.